# Шаповал Володимир Іванович (лікар)
Володимир Іванович Шаповал (1924—2001) — радянський і український лікар, учений-уролог, педагог і організатор охорони здоров'я, доктор медичних наук, професор. Заслужений діяч науки Української РСР (1983).

## Життєпис

Меморіальна дошка на вулиці Чайковській

Народився 20 жовтня 1924 року в селі Триліси Кіровоградської області
.
З 1941 року в період Німецько-радянської війни, після закінчення Смілянської фельдшерсько-акушерської школи, Володимир Шаповал почав свою трудову діяльність на посаді сільського фельдшера села Розумівка, в якості медичного працівника допомагав пораненим партизанам. З 1943 року призваний до лав Робітничо-Селянської Червоної Армії і направлений в діючу армію на фронт, воював у складі Українського штабу партизанського руху, під час бойових дій отримав важке поранення.
У 1944—1949 роках проходив навчання в Чернівецькому медичному інституті. З 1951 по 1953 роки навчався в клінічній ординатурі на кафедрі урології Українського державного інституту удосконалення лікарів, був учнем професора Генріха Алапина. З 1953 року почав займатися педагогічною роботою — працював асистентом кафедри факультетської хірургії Харківського медичного інституту, в галузі наукової діяльності займався стадійністю органних форм уротуберкульозу та діагностикою та лікуванням захворювань сечостатевої системи. В. І. Шаповал в 1954 році став першим в СРСР автором який видав публікацію на тему радіонуклідного дослідження нирок.
З 1957 року був затверджений у вченому званні доцент по кафедрі факультетської хірургії, з 1968 по 2001 роки був творцем і першим завідувачем кафедри урології та професором кафедри урології та андрології Харківського національного медичного університету. В. І. Шаповал був автором понад 170 наукових робіт і близько дев'ятнадцяти винаходів. Під керівництвом та за безпосередньої участі В. І. Шаповала було захищено близько тридцяти шести кандидатських і докторських дисертації.
У 1958 році Володимир Шаповал захистив кандидатську дисертацію на здобуття наукового ступеня кандидата медичних наук за темою «Патогенетичне обґрунтування розмежування показань до консервативного та оперативного лікування туберкульозу нирок», у 1965 році — доктора медичних наук за темою «Стан парціальних функцій нирок при їх хірургічній патології».
Крім науково-педагогічної роботи займався і громадською діяльністю: був членом правлінь Всеукраїнської та Всесоюзної спілки урологів, головою Харківського Наукового товариства урологів, співредактором урологічного розділу Великої медичної енциклопедії та членом редакційної ради журналу «Урологія та нефрологія».
У 1983 році Указом Президії Верховної Ради УРСР «за видатні досягнення в галузі охорони здоров'я» В. І. Шаповал був удостоєний почесного звання — Заслужений діяч науки Української РСР.
З 1967 року Володимир Шаповал був засновником першого в СРСР урологічного центру — Харківського обласного клінічного центру урології та нефрології і з 1967 по 2001 роки, протягом тридцяти чотирьох років, аж до своєї смерті був його беззмінним керівником.
Помер 24 вересня 2001 року в Харкові.

## Нагороди
- Два Ордена Вітчизняної війни II ступеня
- Медаль «За перемогу над Німеччиною у Великій Вітчизняній війні 1941—1945 рр.»
- Заслужений діяч науки Української РСР (1983[2])

## Пам'ять
- З 2003 року Харківський обласний клінічний центр урології та нефрології носить ім'я В. І. Шаповала[6]
- У 2009 році в Харкові, на будівлі будинку по вулиці Чайковська, 25 була встановлена меморіальна дошка урологу і хірургу Володимиру Івановичу Шаповалу[5].
- У 2011 році в Харкові на будівлі Харківського обласного центру урології та нефрології імені В. І. Шаповала була відкрита меморіальна дошка Володимиру Шаповалу[7].